# Tien Kleine Mantra's
De Tien Kleine Mantra's zijn in het Chinees boeddhisme de tien belangrijkste mantra's (ook wel dharani genoemd). Ze worden door de boeddhistische geestelijkheid en gelovigen meestal achtermekaar gechant bij een uitgebreide ochtendgebed en uitgebreide avondgebed. Voor het bidden van de Tien Kleine Mantra's wordt eerst de Dabeizhou gebeden. Na het bidden van de Tien Kleine Mantra's bidt men de Xinjing.

## De mantra's
- Dabeizhou

- Tien Kleine Mantra's:

1. Ruyibaolungwang Dharani (如意宝轮王陀罗尼)
2. Xiaozaijixiangshenzhou (消灾吉祥神咒)
3. Gongdebaoshanshenzhou (功德宝山神咒)
4. Zhuntishenzhou (准提神咒)

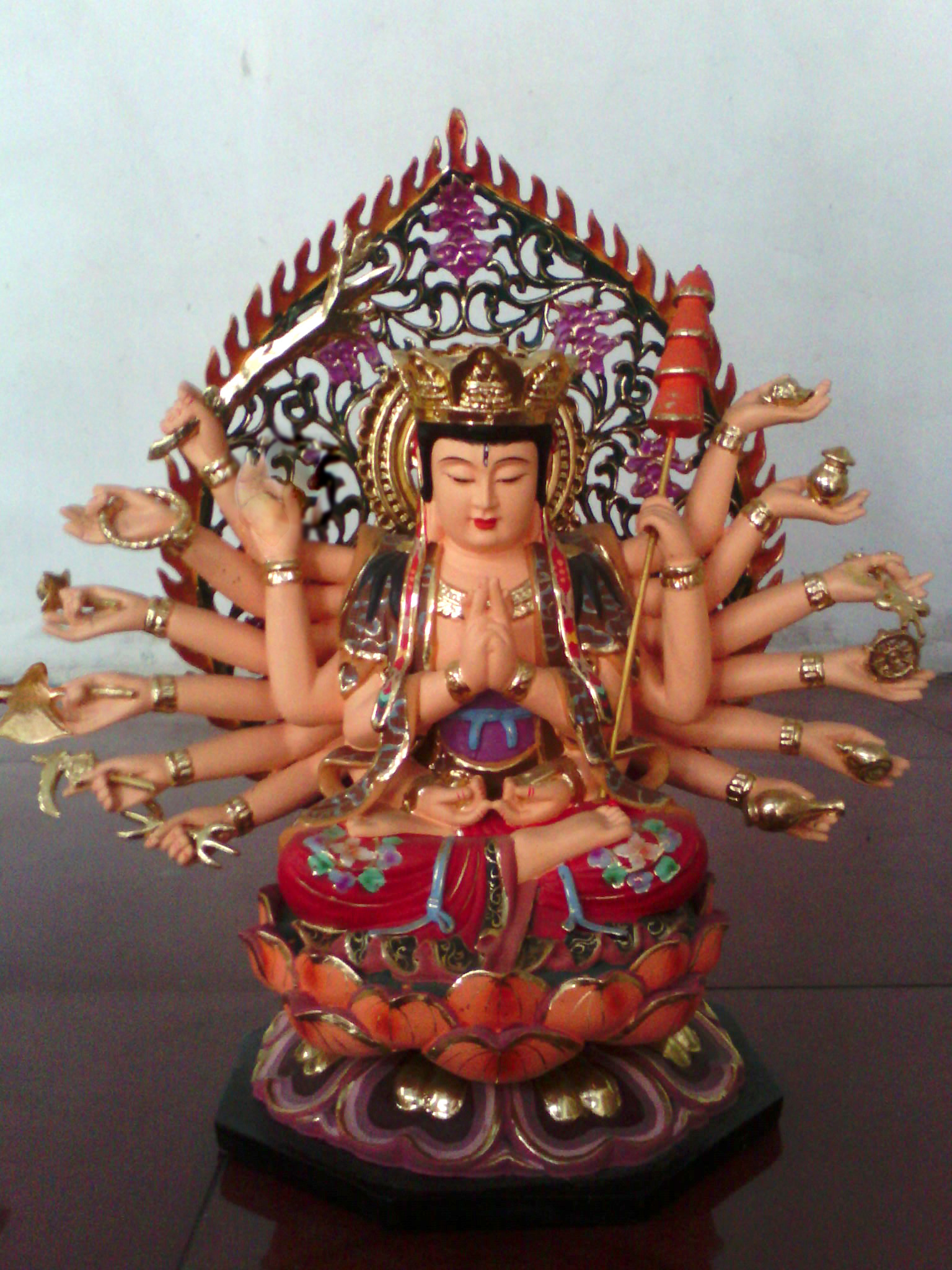
Beeld van Cundi Bodhisattva (准提)

5. Shengwuliangshouquedingguangmingwang (圣无量寿决定光明王)
6. Bhaisajyaguru Mantra (药师灌顶真言)
7. Guanyinlingganzhenyan (观音灵感真言)
8. Qifomiezuizhenyan (七佛灭罪真言)
9. Wangshengzhou (往生咒)
10. Dajixiangtiannüzhou (大吉祥天女咒)

- Xinjing